# 舞者村社区服务计划
《舞者村社区服务计划》（又译《舞蹈村社区服务计划》、《Penari村的社区服务计划》）是由MD Pictures制作，改编自SimpleMan的同名小说的印度尼西亚恐怖电影。
此片原定于2020年3月19日及2022年2月24日在印度尼西亚电影院正式放映，奈何印度尼西亚发生COVID-19大流行而被迫再次展延。最后，此片在2022年4月30日放映剪辑版及完整版电影。

## 故事情节
努尔、维迪亚、阿优、比马、安东和瓦哈尤这6名学生在偏远村庄「舞者村」展开社区服务计划（简称KKN）。没想到他们选择的村庄竟不是一个普通的村庄。该村村长Pak Prabu警告他们不要越过禁门。他们一个个开始感受到村子的陌生。比马开始态度也开始改变，他们进行的社区服务计划正分崩离析。显然，村里的居民们不喜欢他们。而努尔也在这时发现他们之间其中一人违反了村里最致命的规则。神秘舞者越来越阴险。他们向当地萨满巫师Mbah Buyut寻求帮助。不幸的是，他们面临着无法从村庄安全回家的巨大风险......

## 演员阵容
- 缇莎·比亚妮 饰演 努尔（Nur）
- 阿丁达·托马斯 饰演 维迪亚（Widya）
- 艾哈迈德·梅甘塔拉  饰演 比马（Bima）
- 阿格尼妮·哈克 饰演 阿优（Ayu）
- 卡尔文·杰里米 饰演 安东（Anton）
- 法扎尔·努格拉哈 饰演 瓦哈尤（Wahyu）
- 奇奇·纳伦德拉 饰演 普拉布（Pak Prabu）
- 奥莉亚·莎拉 饰演 巴达拉乌希（Badarawuhi）
- Aty Cancer 饰演 Bu Sundari
- 迪顶·博能·哲塔 饰演 Mbah Buyut
- Dewi Sri 饰演 Mbak Dok

## 制作

### 前期制作
2019年6月24日，一个名为@SimpleM81378523的匿名Twitter帐户上传了一则恐怖故事，该故事后来在网上疯传，并在印度尼西亚推特热搜冠军。电影的成功导致故事被出版商Bukune改编成小说。此外，电影制作商MD Pictures还设法获得了将故事改编成电影的版权。然而，SimpleMan（作者）有附上几个要求，其中之一是在所有制作生产和营销活动中对他的真实位置及身份进行保密。

### 选角
在实际制作之前，有传言表示这部电影将由切尔西·伊丝兰饰演维迪亚一角，而劳迪亚·辛蒂亚·贝拉将饰演另一角色努尔，并由佐科·安华执导。2019年9月22日，Flick杂志的Twitter帐户发布一条推文称MD Pictures将制作这部电影，后来得到制片人曼诺吉·旁遮普的证实，他表示有兴趣执导这部电影的导演一共有七位，最后在2019年12月8日证实阿威·苏亚迪将担任电影导演，同时还公布了四位主演分别为缇莎·比亚妮、阿丁达·托马斯、艾哈迈德·梅甘塔拉、阿格尼妮·哈克。他说，这部电影的制作预算相当大，但没有150亿印尼盾之多。
电影中的每个演员都对各自角色进行了深度探讨。缇莎·比亚妮为了更好地诠释努尔一角，参加为期一周的研讨会以磨练爪哇语并学习舞蹈技巧。而饰演维达亚的阿丁达·托马斯则参加了能够与蛇互动的特殊训练。

### 主体拍摄
电影的主体拍摄是从2019年12月10日开始进行，并于2020年1月21日正式结束，总共拍摄了33天。这部电影的拍摄地点之一是位于日惹特区的一个村庄。

## 发行
电影原定于2020年3月19日上映。然而，2020年3月上旬，在印度尼西亚出现COVID-19大流行的情况下，全国电影院勒令关闭，迫使这部电影推迟上映。2021年，有传言称该片将在当年的印度尼西亚的开斋节期间上映。但是，制片人表明尚未确定上映日期。2021年12月25日，MD Pictures宣布这部电影的上映日期为2022年2月24日。但由于COVID-19的Omicron变种病例的增加，放映再次被推迟。
在2022年2月的上映被迫取消后，制片人宣布电影将于2022年开斋节期间上映。同时，他亦承认自己已准备好与多家大公司竞争。同月上映的电影有漫威工作室的电影《奇异博士2：疯狂多元宇宙》。后来，电影正式敲定于2022年4月30日在印度尼西亚电影院进行放映。电影分两个版本放映，即剪辑版（年龄分级为13岁或以上），以及没有删减任何场景的完整版（年龄分类为17岁或以上）。

## 回响
此片除了在印尼当地获得巨大的成功，还在新加坡及马来西亚获得不俗的反应。

### 票房成绩
此片打破了有史以来印尼恐怖电影票房最高的记录。截至2022年5月12日，票房至少已突破450万张，打破之前由佐科·安华执导的电影《撒旦的奴隶》在2017年所保持的记录。这部电影也成为阿威罗导演生涯中票房最高的电影。
| 上一届： 未知 | 印度尼西亚最高电影票房 - | 下一届： |